# Gallerie di Piazza Scala
Le Gallerie di Piazza Scala est un musée d'art moderne et contemporain situé sur la Piazza della Scala de Milan, en Italie. Une première section a ouvert en 2011 dans le Palazzo Brentani (it) et le Palazzo Anguissola (it), puis une autre en 2012 dans le Palazzo della Banca Commerciale Italiana (it).
Il abrite une partie de la collection de la Fondation Cariplo, principalement des œuvres de peintres et sculpteurs lombards du XIXe siècle.
Le musée consacré au XIXe siècle est le résultat de la collaboration de Fondazione Cariplo et de Bank Intesa Sanpaolo avec 197 chefs-d'œuvre (135 de Collection d'art de la Fondazione Cariplo et 62 de Intesa Sanpaolo), le long d'un chemin qui s'ouvre avec des bas-reliefs de Canova et se termine avec des œuvres de Boccioni et de Salvatore Garau.

## Artistes et œuvres d'art
- Carla Accardi (Trapani 1924)
  - Verderosso, 1963, 96,7 x 146 cm
- Enrico Baj (Milan 1924 - Vergiate, Varese 2003)
  - Nuclear Landscape, 1951, 29 x 52,3 cm
  - Vedeteci quel che vi pare, 1951, 69,7 x 99,8 cm
- Giacomo Balla (Turin 1871 - Rome 1958)
  - Ricerca astratta (Due palme alla luce), 1920, 37 x 28 cm
- Alighiero Boetti (Turin 1940 - Rome 1994)
  - Senza titolo, 1966, 99,7 x 99,7 cm
  - AI IEOOEI LGHRBTT, 1975, 100 x 70 cm cada
- Agostino Bonalumi (Vimercate, Milan 1935)
  - Rosso, 1964, 70,5 x 60 x 4,5 cm
- Alberto Burri (Città di Castello, Perugia 1915 - Nice 1995)
  - Sabbia, 1952, 90 x 108,5 cm
  - Rosso Nero, 1953,98,8 x 85,2 cm
- Enrico Castellani (Castelmassa, Rovigo 1930)
  - Superficie bianca (Omaggio all'alba), 1971, 141 x 212 cm
- Sandro Chia (Florence 1946)
  - Ometto quando ti sentirai a tuo agio visto che sei a casa tua, 1976, 80 x 80 cm
- Piero Dorazio (Rome 1927 - Perugia 2005)
  - Plasticità, 1949, 73 x 60 cm
  - Serpente, 1968, 175 x 350 cm
  - Doric IV, 1971, 199,5 x 61 cm
- Gillo Dorfles (Trieste 1910)
  - Intersezione II, 1956, óleo sobre tela, 55 x 80 cm
- Francesco Filippini (Brescia 1853 – Milan 1895)
  - Prime Nevi, 1963, olio su tela, 115 x 80 cm
- Lucio Fontana (Rosario di Santa Fé 1899 - Comabbio, Varese 1968)
  - Concetto spaziale, 1951, 68 x 70 cm
  - Concetto spaziale, 1952, 34,5 x 49,5 cm
  - Concetto spaziale, 1956, 58 x 43,5 cm
  - Concetto spaziale. Attese, 1959-1960, 64,5 x 42,5 cm
  - Concetto spaziale: la Luna a Venezia, 1961, 150 x 150 cm
  - Concetto spaziale. Attese, 1964, 53 x 64 cm
  - Concetto spaziale. Attese, 1967, 81 x 65 cm
  - Concetto spaziale, 1967, 110 x 110 x 10,5 cm
  - Concetto spaziale, 1967, 28 x 49 cm
- Salvatore Garau (Santa Giusta, 1953)
  - Scultura che lancia-lucciole-segnali di pioggia, 1992, 105 x 105 cm
- Renato Guttuso (Bagheria, Palermo 1912 - Rome 1987)
  - Fichidindia, 1962, 115 x 146 cm
- Piero Manzoni (Soncino, Cremona 1933 - Milan 1963)
  - Achrome, 1958, 70 x 100 cm
- Gianni Monnet (Turin 1912 - Milan 1958)
  - Interno, 1947, 50 x 70 cm
- Giuseppe Santomaso (Venice 1907 - 1990)
  - Ricordo verde, 1953, 120,2 x 150 cm
- Mario Schifano (Homs 1934 - Rome 1998)
  - Ultimo autunno, 1963, 179 x 140 cm
  - Futurismo rivisitato, 1966, 100 x 52 cm
- Emilio Vedova (Venice 1919 - 2006)
  - Spazio inquieto T1, 1957, 134,5 x 167,9 cm
  - Spagna. Omaggio a Machado, 1959-1960, 129,7 x 57,7 cm